# NKWD
NKWD ZSRR (ros. НКВД СССР), Ludowy Komisariat Spraw Wewnętrznych ZSRR (ros. Народный комиссариат внутренних дел СССР, trb. Narodnyj komissariat wnutriennich dieł SSSR, wymowaⓘ) – centralny organ państwowy (ministerstwo) wchodzący w skład Rady Komisarzy Ludowych – rządu ZSRR, istniejący pod tą nazwą w latach 1917–1946.
Początkowo NKWD zajmował się sprawami administracyjno-porządkowymi. Od 1934 r. rola komisariatu wzrosła, po reorganizacji polegającej na wcieleniu do jego struktur OGPU i mianowania jego szefa Gienricha Jagody ludowym komisarzem spraw wewnętrznych (szefem NKWD), co było jednym z elementów przygotowań Józefa Stalina do Wielkiej Czystki lat 1936–1939. NKWD skupił więc cały aparat represji policyjnych ZSRR – od milicji kryminalnej poprzez wywiad (INO) i kontrwywiad, wojska ochrony pogranicza, administracyjne sądownictwo doraźne (trójki NKWD) po system obozów pracy przymusowej Gułagu. Komisariat nadzorował również lokalne instytucje rządowe, następnie w 1946 r. przemianowany został na Ministerstwo Spraw Wewnętrznych ZSRR. Na terenie całego kraju NKWD działał zarówno bezpośrednio, jak i przez komisariaty spraw wewnętrznych poszczególnych republik (np. Ludowy Komisariat Spraw Wewnętrznych RFSRR), będące jego filiami.

## Ofiary
Nazwa „NKWD” stała się w powszechnej świadomości symbolem wszelkich zbrodni dokonanych przez Sowietów. Komisariat był głównym narzędziem w rękach władz radzieckich, którym posłużono się do ogromnych represji wobec własnych obywateli i poza granicami byłego ZSRR, a także masowych deportacji różnych narodowości, w tym Polaków. Organy NKWD były także wykonawcą zbrodni katyńskiej – mordu oficerów Wojska Polskiego w 1940 r., oraz rozstrzeliwań Polaków po wojnie i uwięzienia w byłych obozach koncentracyjnych, np. na Majdanku. Np. przez więzienie NKWD na Zamku w Lublinie przeszło po wojnie do 1954 około 35 tys. Polaków, a 333 poniosło śmierć. W dniu 22 czerwca 1941 Biuro Polityczne Komunistycznej Partii (bolszewików) Białorusi podjęło uchwałę, zobowiązującą NKWD ZSRR do wykonania wyroków śmierci, wydanych na więźniów, przebywających w więzieniach zachodnich obwodów Białorusi.
Dwa dni później szef NKWD, Ławrientij Beria, polecił rozstrzelać wszystkich więźniów znajdujących się w śledztwie oraz skazanych za „działalność kontrrewolucyjną”, „sabotaż gospodarczy”, „dywersję” i „działalność antysowiecką”. Uruchomiło to lawinę zbrodni na więźniach. Według danych sowieckich z 10 czerwca 1941, a więc niemal w przededniu agresji niemieckiej, w kresowych więzieniach przebywało ok. 40 tys. więźniów, w tym:
- w więzieniach zachodniej Ukrainy ok. 21 tys. więźniów,
- w więzieniach zachodniej Białorusi ok. 16,5 tys.,
- pozostałe ok. 2,5 tys. więźniów znajdowało się w więzieniach na Wileńszczyźnie.

Łącznie zamordowano ok. 35 tys. uwięzionych. Masakry miały miejsce np. w Brygidkach, w więzieniu śledczym NKWD – Zamarstynów, w więzieniu przy ulicy Łąckiego we Lwowie wymordowano ok. 7 tys. więźniów, w Łucku ofiarą masakry padło ok. 2 tys. więźniów, w Wilnie ok. 2 tys., w Złoczowie ok. 700, Dubnie ok. 1000, Prowieniszkach 500 więźniów, oprócz tego w Drohobyczu, w Czortkowie, Berezweczu, Samborze.
W ciągu tygodnia, w czerwcu 1941 NKWD wymordował w więzieniach 14 700 więźniów, na szlakach ewakuacyjnych zmarło ich przeszło 20 tysięcy.
W latach 1939–1941 NKWD ściśle współpracował z Gestapo w zakresie likwidacji podziemia i opozycji politycznej na terenach okupowanych przez ZSRR i III Rzeszę.

## Powstanie organów bezpieczeństwa w ZSRR
W latach poprzedzających przewrót październikowy w 1917 r. Włodzimierz Lenin i jego najbliżsi współpracownicy nie dostrzegali potrzeby powołania organów bezpieczeństwa i służb wywiadowczych, ponieważ głosili rychłe nadejście rewolucji światowej, która ma zniszczyć system kapitalistyczny. Wydarzenia rewolucyjne w Rosji zmusiły jednak przywódców bolszewickich do zweryfikowania swoich poglądów. Lenin zaskoczony rozmiarami wewnętrznej i zewnętrznej opozycji wobec Rady Komisarzy Ludowych (Sownarkomu) wystąpił z inicjatywą utworzenia policji politycznej, która w niedługim czasie stała się organem przez niego szczególnie faworyzowanym.

### Czeka
Pierwszym radzieckim organem bezpieczeństwa była Czeka (WCzK) – Ogólnorosyjska Nadzwyczajna Komisja do Walki z Kontrrewolucją i Sabotażem. Utworzona 28 grudnia 1917 z inicjatywy Feliksa Dzierżyńskiego przez Radę Komisarzy Ludowych Rosyjskiej Federacyjnej Socjalistycznej Republiki Radzieckiej (RFSRR) jako centralny organ bezpieczeństwa państwowego. W tym czasie (tzn. od 1917 do 1930) w RFSRR i każdej republice związkowej istniały ludowe komisariaty spraw wewnętrznych (NKWD), które zajmowały się sprawami porządku publicznego, rejestracją obywateli, pożarnictwem i innymi sprawami. W 1917, jako pierwszy urząd ludowego komisarza RSFSR, objął Aleksiej Rykow, który następnie w latach 1918–1921 był przewodniczącym Najwyższej Rady Gospodarki Narodowej. Jeszcze w tym samym roku w listopadzie, zastąpił go Grigorij Pietrowski, który pozostał na tym stanowisku do marca 1919. Następnym ludowym komisarzem RSFSR został stary bolszewik polskiego pochodzenia Feliks Dzierżyński, którego w 1923 zastąpił Aleksandr Biełoborodow, a po nim w 1927, Władimir Tołmaczow, sprawując to stanowisko do 1930 r.

## Utworzenie NKWD ZSRR
Przygotowując się do rozprawy z tzw. leninowskim trzonem partii i do zaprowadzenia w ZSRR dyktatury, Józef Stalin przede wszystkim zreorganizował aparat bezpieczeństwa. Po śmierci Wiaczesława Mienżyńskiego, który prawdopodobnie umarł na zawał serca, choć nie można wykluczyć, że został otruty, w maju 1934 OGPU zostało poddane gruntownej przebudowie i 10 lipca 1934, jako Główny Zarząd Bezpieczeństwa Państwowego (Gławnoje Uprawlenije Gosudarstwiennoj Bezopastnosti – GUGB) zostało włączone do Komisariatu Spraw Wewnętrznych, NKWD. NKWD kontrolował policję polityczną, służby specjalne (wywiad) oraz kontrwywiad (z wyjątkiem wywiadu wojskowego, którym się zajmował Główny Zarząd Wywiadu Armii Czerwonej – GRU), służby porządkowe (milicję, straż pożarną etc.) oraz system obozów pracy przymusowej – GUŁAG.

### Ludowi Komisarze ZSRR

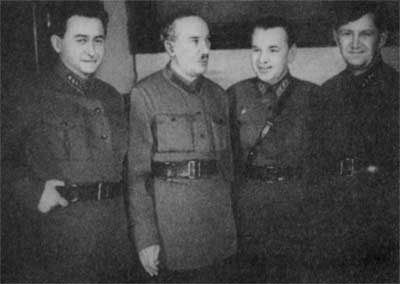
Od lewej: Jakow Agranow, Gienrich Jagoda, NN, Stanisław Redens, 1934

Pierwszy na czele NKWD jako ludowy komisarz spraw wewnętrznych ZSRR stanął stary czekista, były pierwszy zastępca Wiaczesława Mienżyńskiego, Gienrich Jagoda. Jagoda między innymi w 1934 r., prawdopodobnie na polecenie Stalina, zorganizował zamach na przewodniczącego miejskiego komitetu partii komunistycznej w Leningradzie Siergieja Kirowa. Po zabójstwie Kirowa nastąpiły masowe egzekucje i aresztowania akceptowane przez społeczeństwo radzieckie wierzące, że wewnątrz kraju ukrywają się setki tysięcy spiskowców, zdrajców i imperialistycznych agentów chcących wymordować działaczy partyjnych i przywódców partii. Jagoda także z wielką bezwzględnością narzucał stalinowską kolektywizację, której towarzyszyły wywłaszczenia, konfiskaty własności chłopskiej, palenie i wysiedlanie wiosek, mordowanie i wywożenie do łagrów opornych chłopów (kułaków). Tym niemniej 25 września 1936 Józef Stalin przebywając na urlopie w Soczi, wysłał do Moskwy telegram z propozycją natychmiastowego odwołania Jagody ze stanowiska.
Życzenie Stalina zostało spełnione natychmiast, Jagoda został odsunięty ze stanowiska komisarza ludowego i zajął mało znaczące stanowisko komisarza ludowego poczt i telegrafów. Prawdopodobnie Stalin pozbywał się Jagody, ponieważ za dużo wiedział, a po Moskwie zaczęły krążyć pogłoski, że to OGPU jest odpowiedzialne za zamach na Kirowa.
Miejsce Jagody na stanowisku szefa NKWD zajął Nikołaj Jeżow. Do partii komunistycznej wstąpił dopiero w maju 1917. Następnie sprawował niższe partyjne funkcje na prowincji do 1927. Szybką karierę zrobił podczas kolektywizacji rolnictwa, gdy zwrócił uwagę Stalina sprawnością i bezwzględnością w tworzeniu kołchozów i łamaniu oporu chłopów. Sprowadzono go do Moskwy i przydzielono do gabinetu Stalina. Urzędowanie w resorcie rozpoczął od krwawej rozprawy z ekipą swojego poprzednika Genricha Jagody. Nakazał podwładnym stosowanie wszystkich metod wydobywania zeznań, łącznie z torturami, w których sam uczestniczył. Przyniosło mu to – z uwagi na mały wzrost (poniżej 150 cm) – przydomek Krwawego Karła. Z polecenia Stalina przygotował i rozpoczął masowe represje, które zyskały potem miano jeżowszczyzny. W listopadzie 1938 Stalin zdymisjonował Jeżowa ze stanowiska szefa NKWD i niespełna pół roku później nakazał go aresztować. Jeżowa stracono 4 lutego 1940 po tajnym procesie.

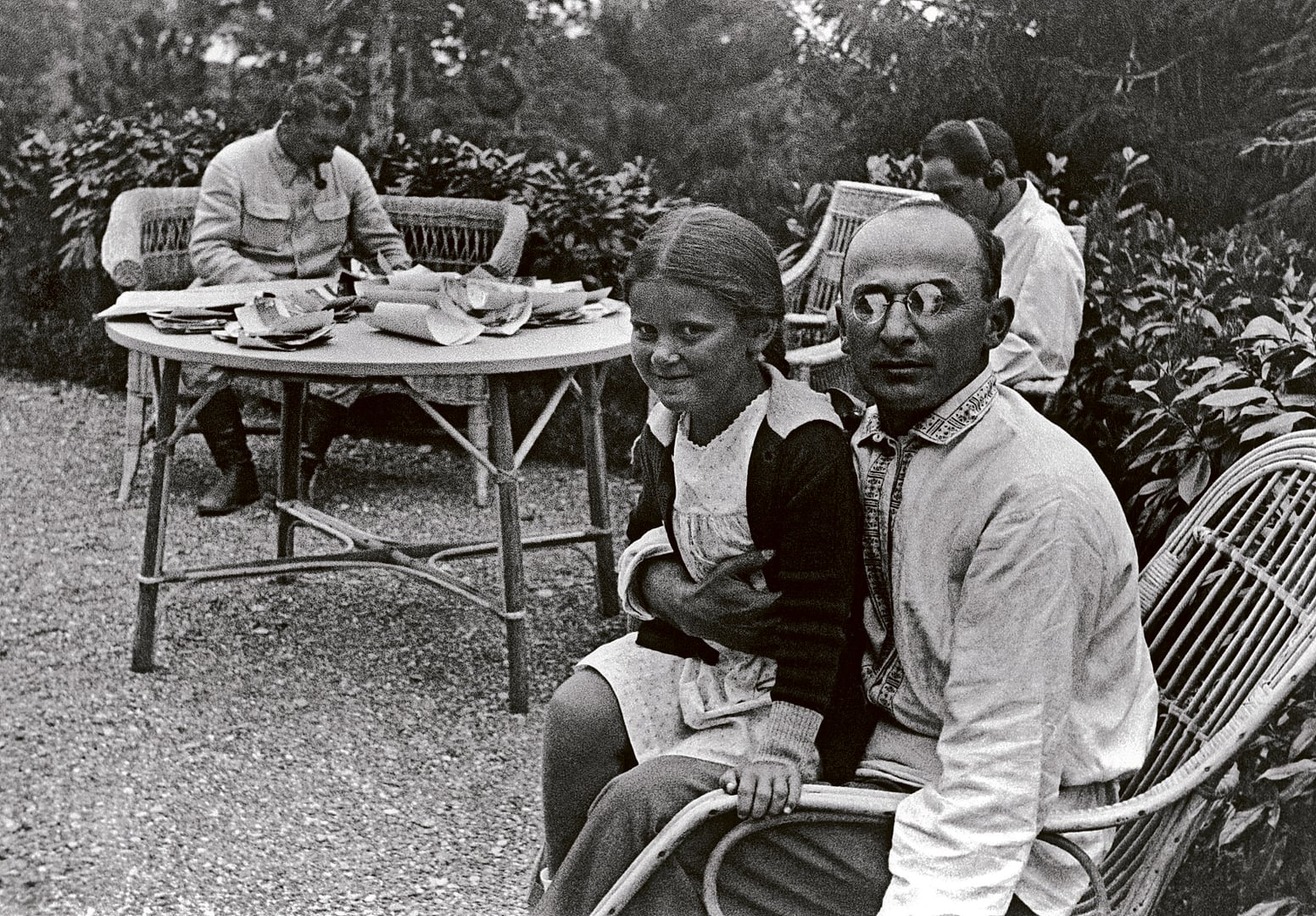
Ławrientij Beria ze Swietłaną, córką siedzącego z tyłu Stalina

25 listopada 1938 miejsce ludowego komisarza spraw wewnętrznych objął Ławrientij Beria. Beria jak jego poprzednik zaczął od rozprawienia się z ekipą swojego poprzednika, tj. Nikołaja Jeżowa. Zostali oni wysłani w podróże w teren z nowymi zadaniami, lecz już na pierwszej stacji kolejowej byli wyciągani z pociągów i transportowani do więzień NKWD, które jeszcze nie tak dawno sami nadzorowali. Po rozprawie z ludźmi Jeżowa, Beria zajął się wyhamowaniem tzw. jeżowszczyzny. Zmniejszyły się aresztowania i deportacje na Sybir, lecz nie ustały całkowicie. Na początku marca 1940 w Zakopanem miała miejsce wspólna konferencja NKWD i Gestapo, na której omówiono metody pracy operacyjnej przeciwko polskiemu podziemiu i wymieniono się informacjami, Sowieci wydali Niemcom zbiegłych komunistów niemieckich i austriackich.
Po zajęciu przez Związek Radziecki Litwy, Łotwy, Estonii oraz części Polski, Ławrientij Beria na polecenie Stalina nadzorował i kierował aresztowaniami i deportacjami w głąb ZSRR setek tysięcy obywateli tych państw. Ponosi bezpośrednią odpowiedzialność za zbrodnię katyńską. Beria stał na czele NKWD aż do 29 grudnia 1945.
Kolejnym i ostatnim ludowym komisarzem spraw wewnętrznych był Siergiej Krugłow. Pracę w organach bezpieczeństwa NKWD rozpoczął dopiero w 1939, gdy pracował w komitecie centralnym od 1937 do 1939. Stamtąd został przeniesiony w lutym 1939 do Ludowego Komisariatu Spraw Wewnętrznych NKWD, gdzie objął stanowisko zastępcy ludowego komisarza spraw wewnętrznych NKWD ZSRR Ławrientija Berii – odpowiedzialny za sprawy kadrowe. Od 1943 do 1945 Krugłow był także zastępcą Wiktora Abakumowa, ówczesnego szefa kontrwywiadu wojskowego Smiersz.
Na tym stanowisku Krugłow kierował ścisłą ochroną konferencji teherańskiej, w której uczestniczyli Stalin, Roosevelt i Churchill. To samo zadanie wykonywał podczas dwóch następnych spotkań „Wielkiej Trójki” w Jałcie na Krymie i konferencji w Poczdamie, za co został odznaczony przez Amerykanów orderem „Legion of Merit”, a przez Brytyjczyków orderem „Knight of the British Empire”.

## Organy NKWD
Józef Stalin nadzorował Ludowy Komisariat Spraw Wewnętrznych (NKWD) za pośrednictwem swojego sekretariatu, kierowanego przez Aleksandra Poskriobyszewa, który wraz z Georgijem Malenkowem przewodniczył socjalnemu wydziałowi CK RKP(b), analizującemu doniesienia wywiadowcze i przygotowującemu raporty dla Biura Politycznego.
Od lipca 1934 do lutego 1941, w skład Ludowego Komisariatu Spraw Wewnętrznych wchodziło siedem potężnie rozbudowanych zarządów.

Były nimi:
- ГУГБ (GUGB) – Główny Zarząd Bezpieczeństwa Państwowego
- ГУРКМ (GURKM) – Główny Zarząd Milicji Robotniczo-Chłopskiej
- ГУПВО (GUPWO) – Główny Zarząd Ochrony Pogranicznej i Wewnętrznej
- ГУПО (GUPO) – Główny Zarząd Ochrony Przeciwpożarowej
- ГУЛаг (GUŁag) – Zarząd Główny Wychowawczych Obozów Pracy i Osiedli Pracy
- АХУ (ACHU) – Zarząd Administracyjno-Gospodarczy
- ОАГС (OAGS) – Wydział Aktów Stanu Cywilnego

Do 1939 r. struktura Ludowego Komisariatu Spraw Wewnętrznych uległa zmianie trzykrotnie, m.in. w listopadzie 1936, po objęciu kierownictwa NKWD przez Nikołaja Jeżowa, 9 czerwca 1938, rozkazem ludowego komisarza spraw wewnętrznych numer 00362 wprowadzono nową organizację wydziałów operacyjno-czekistowskich NKWD i 29 września 1938, zmieniono struktury NKWD ZSRR, zwiększając liczbę zarządów.
Struktura Ludowego Komisariatu Spraw Wewnętrznych na wrzesień 1938 przedstawiała się następująco:

Struktura NKWD – Piotr Kołakowski: NKWD i GRU na ziemiach polskich, Dom wydawniczy Bellona Warszawa 2002

### GUGB
Najważniejszym organem NKWD ZSRR był Główny Zarząd Bezpieczeństwa Państwowego (Gławnoje Uprawlenije Gosudarstwiennoj Bezopastnosti – GUGB), który przejął funkcje dawnego OGPU. W 1934, w centralnym aparacie GUGB było zatrudnionych 1410 osób. 25 grudnia 1936 dla celów konspiracyjnych wprowadzono numerację wydziałów GUGB. Lokalne zarządy (UNKWD) republik związkowych, krajów i obwodów miały struktury na wzór centralnej. Formalnie było tak, jak gdyby OGPU przekształcono w zarząd Komisariatu Spraw Wewnętrznych, jednak faktycznie GUGB kontrolował cały zakres działalności NKWD. Podporządkowanemu służbie bezpieczeństwa NKWD podlegały odtąd: milicja, służba ochrony pogranicza, oddziały wojskowe, które nie wchodziły w skład armii i floty, obozy pracy przymusowej, więziennictwo i straż pożarna.
GUGB odpowiedzialny był m.in. za bezpieczeństwo wewnętrzne, ochronę rządu, wywiad zagraniczny i kontrwywiad. Pod koniec 1937 w skład GUGB NKWD wchodziły następujące oddziały:
- ООРПП (OORPP) – Oddział Ochrony Przywódców Partii i Państwa
- ОО (OO) – Oddział Operacyjny
- КРО (KRO) – Oddział Kontrwywiadu
- СПО (SPO) – Oddział Tajno-Polityczny
- ОО (OO) – Oddział Specjalny
- ТО (TO) – Oddział Transportu
- ИНО (INO) – Oddział Zagraniczny
- УСО (USO) – Oddział Ewidencyjno-Statystyczny
- СО (SO) – Oddział Specjalny (Szyfrów)
- ТО (TO) – Oddział Więzienny
- ВО (WO) – Oddział Transportu Wodnego
- ООТ OOT – Oddział Techniki Operacyjnej.

Na czele Głównego Zarządu Bezpieczeństwa Państwowego (GUGB) stał sam szef NKWD, następnie powstało miejsce nadzorcy GUGB, które pełnił komisarz BP 1 rangi Jakow Agranow, właściwie Jankiel Sodersohn, wieloletni funkcjonariusz organów bezpieczeństwa, na początku lat trzydziestych szef Gułagu, który był także pierwszym zastępcą Ludowego Komisarza Spraw Wewnętrznych. Stanowisko szefa GUGB powołano 29 grudnia 1936 roku. Pierwszym szefem został wówczas komisarz bezpieczeństwa państwowego I rangi Jakow Agranow, właściwie Jankiel Sodersohn, zginął podczas czystek stalinowskich rozstrzelany 1 sierpnia 1938. Jego miejsce zajął Michaił Frinowski. Frinowski wykazał się dużym okrucieństwem podczas tzw. czystek z końcowych lat trzydziestych, m.in. osobiście otruł ówczesnego szefa INO (wywiadu (oddział) zagranicznego GUGB/NKWD) Abrama Słuckiego. Podzielił los Agranowa, za rzekomą współpracę z wywiadami polskim i japońskim oraz wykroczenia podczas pracy w NKWD został rozstrzelany 8 lutego 1940. Następnym szefem GUGB został Ławrientij Beria, późniejszy szef NKWD, a wcześniej szef policji politycznej w Gruzji. Gdy Beria został ludowym komisarzem NKWD na stanowisku szefa GUGB zastąpił go Wsiewołod Mierkułow, późniejszy ludowy komisarz bezpieczeństwa państwowego, a po wojnie minister bezpieczeństwa państwowego.

## Wielka czystka
NKWD był głównym narzędziem (a po wykonaniu swej roli także jednym z obiektów) tzw. wielkiej czystki przeprowadzonej w latach 1936–1938 na rozkaz Stalina i jego popleczników w WKP(b). W tym okresie NKWD zamordowało kilka milionów osób, a kilkakrotnie więcej trafiło do obozów koncentracyjnych Gułagu.
Po zakończeniu czystki w Armii Czerwonej, flocie i lotnictwie której ofiarami padło m.in.: 3 z 5 marszałków, 13 z 15 dowódców armii (komandarmów), 8 z 9 admirałów, 50 z 57 dowódców korpusu (komkorów) oraz 154 ze 186 dowódców dywizji (komdiwów), organy NKWD rozpoczęły czystki w służbach specjalnych. Szczególnie ucierpiał wywiad zagraniczny (INO). Zgładzeni przez NKWD zostali najpierw naczelnicy INO NKWD, doświadczeni oficerowie wywiadu, tacy jak Abram Słucki, komisarz bezpieczeństwa państwowego II rangi, szef 7 Departamentu GUGB, czyli wywiadu zagranicznego. Słucki w grudniu 1938 został zaproszony do gabinetu zastępcy ówczesnego szefa NKWD Nikołaja Jeżowa, Michaiła Frinowskiego, potem wyniesiono jego ciało, oświadczając, że zmarł na zawał serca. Prawdopodobnie został otruty kwasem cyjanowodorowym. Zginęli też jego następca, Zelman Pasow, następca Pasowa i przełożony Pawła Sudopłatowa Siergiej Szpigelglas.
Po szefach INO, aresztowano i przeważnie zgładzono wysokich oficerów wywiadu pracujących w centrali na Łubiance. W więzieniach znaleźli się m.in. major bezpieczeństwa państwowego Leonid Eitingon, główny organizator akcji zamordowania Trockiego, oraz wielu innych oficerów wywiadu zagranicznego.
Kolejnym celem stali się oficerowie przebywający na zagranicznych placówkach. Pod różnymi pretekstami wzywano do Moskwy rezydentów, agentów, którzy po powrocie natychmiast trafiali do moskiewskich więzień, a następnie, po śledztwie połączonym z torturami przed plutony egzekucyjne NKWD. Objęło to tzw. wielkich nielegałów (oficerów wywiadu nielegalnego) jak: Dmitrij Bystroletow, jeden z czołowych oficerów wywiadu nielegalnego. Należał do grupy szczególnie zasłużonych dla wywiadu zagranicznego, których portrety zawieszono w tajnej izbie pamięci w siedzibie INO w Jasieniewie, obecnej centrali Służby Wywiadu Zagranicznego Federacji Rosyjskiej. Bystroletow przeżył, lecz następne 15 lat swojego życia spędził w łagrze. Likwidacja nielegalnego rezydenta w Londynie Arnolda Deutscha oraz jego następcy innego wielkiego nielegała Theodora Mallego, spowodowała całkowity paraliż tej bardzo ważnej placówki wywiadowczej. Na ich miejsce przychodzili niejednokrotnie ludzie nieprzygotowani i niekompetentni, np. Grigorij Grafpen (ps. SAM), który ze swoimi agentami spotykał się w parku naprzeciwko radzieckiej ambasady w Londynie.
Niektórzy, domyślając się, że powrót do kraju równa się z wyrokiem śmierci, odmówili powrotu. Tak było z byłym szefem Głównego Zarządu Wywiadu – GRU, Aleksandrem Orłowem. Czystki stalinowskie w jeszcze większym stopniu dotknęły wywiad wojskowy Armii Czerwonej – GRU. Generał Dmitrij Wołkogonow, autor książki Trockij (Moskwa 1992), na stronie 222 tomu II pisze:

W latach 1937–1938 aresztowania w strukturach wywiadu i kontrwywiadu NKWD oraz GRU objęły około 32 tysiące funkcjonariuszy. Uwięziono, a następnie rozstrzelano prawie połowę pracowników wywiadu, w tym czterech szefów GRU – Jana Berzina, Siemiona Urickiego, Siemiona Giendina, Iwana Proskurowa, prawie wszystkich ich zastępców, oraz większość szefów wydziałów w centrali wywiadu wojskowego. Uratował się jedynie Aleksandr Orłow, uciekając na Zachód.

## Skład narodowościowy organów kierowniczych NKWD
W przeddzień „wielkiego terroru” wśród pracowników na kierowniczych stanowiskach w NKWD przodowali Żydzi – 38% i Rosjanie – 32%. Łotyszy było 7%, Ukraińców – 5%, Polaków – 5,5%. Po czystkach beriowskich w 1940 roku Rosjan było 65%, Ukraińców – 17%, Gruzinów – 7%, Żydów – 3,5%. Całkowicie wyeliminowano przedstawicieli narodów „zachodnich”.

## Odrębny komisariat
W lutym 1941 na polecenie Józefa Stalina wywiad zagraniczny (INO) i służby bezpieczeństwa (dotychczasowy Główny Zarząd Bezpieczeństwa Państwowego – GUGB), zostały wyłączone z Ludowego Komisariatu Spraw Wewnętrznych NKWD i stały się niezależnym Ludowym Komisariatem Bezpieczeństwa Państwowego ZSRR (NKGB), na którego czele stanął Wsiewołod Mierkułow, dotychczasowy pierwszy zastępca Berii i szef GUGB. Oddział zagraniczny (Innostrannyj Otdieł), został przemianowany na INU (Inostrannoje Uprawlenije Zarząd Zagraniczny) i funkcjonował jako I Zarząd NKGB, którym kierował major bezpieczeństwa państwowego Paweł Fitin. NKWD pozostał pod zwierzchnictwem Ławrientija Berii i zasadniczo zajmował się wewnętrznymi sprawami policyjnymi i projektami budowlanymi na dużą skalę. Do stanu poprzedniego powrócono już w lipcu tego samego (1941), po wybuchu wojny z Niemcami. NKGB włączono na powrót do NKWD, jako jeden z głównych zarządów tej instytucji – GUGB. Struktury organizacyjne nadane służbom bezpieczeństwa i wywiadu zagranicznego w marcu 1943 (między innymi ponownie zlikwidowano „GUGB” i utworzono odrębny Ludowy Komisariat Bezpieczeństwa Państwowego NKGB, na czele którego stanął ponownie Wsiewołod Mierkułow), utrzymały się przez 3 następne lata, czyli do 1946. Amerykański analityk wywiadu, John Dziak, pisze w swej książce – Chekisty: A History of KGB (1988) między innymi:

Tych szczególnych zmian organizacyjnych nigdy w pełni nie wyjaśniono, ale być może miały one coś wspólnego z wchłonięciem przez ZSRR podbitych krajów i narodów – Estonii, Litwy, Łotwy, części Polski i oderwaniem od Rumunii Besarabii i północnej Bukowiny. Liczba aresztowań, deportacji, egzekucji i łagrów zwiększyła się, a to wymagało zreorganizowanych i zwiększonych sił bezpieczeństwa.
(....) Szok spowodowany agresją i szybkimi postępami Wehrmachtu doprowadził w lipcu 1941 roku do fuzji i oba organy znowu połączyły się jako NKWD pod kierownictwem Berii.

(....) Zwycięstwa pod Stalingradem stworzyły perspektywę odzyskania wojennych strat, stąd ponowny rozdział, jak ten z 1941 roku (NKWD – NKGB).

## Struktura NKWD w 1939

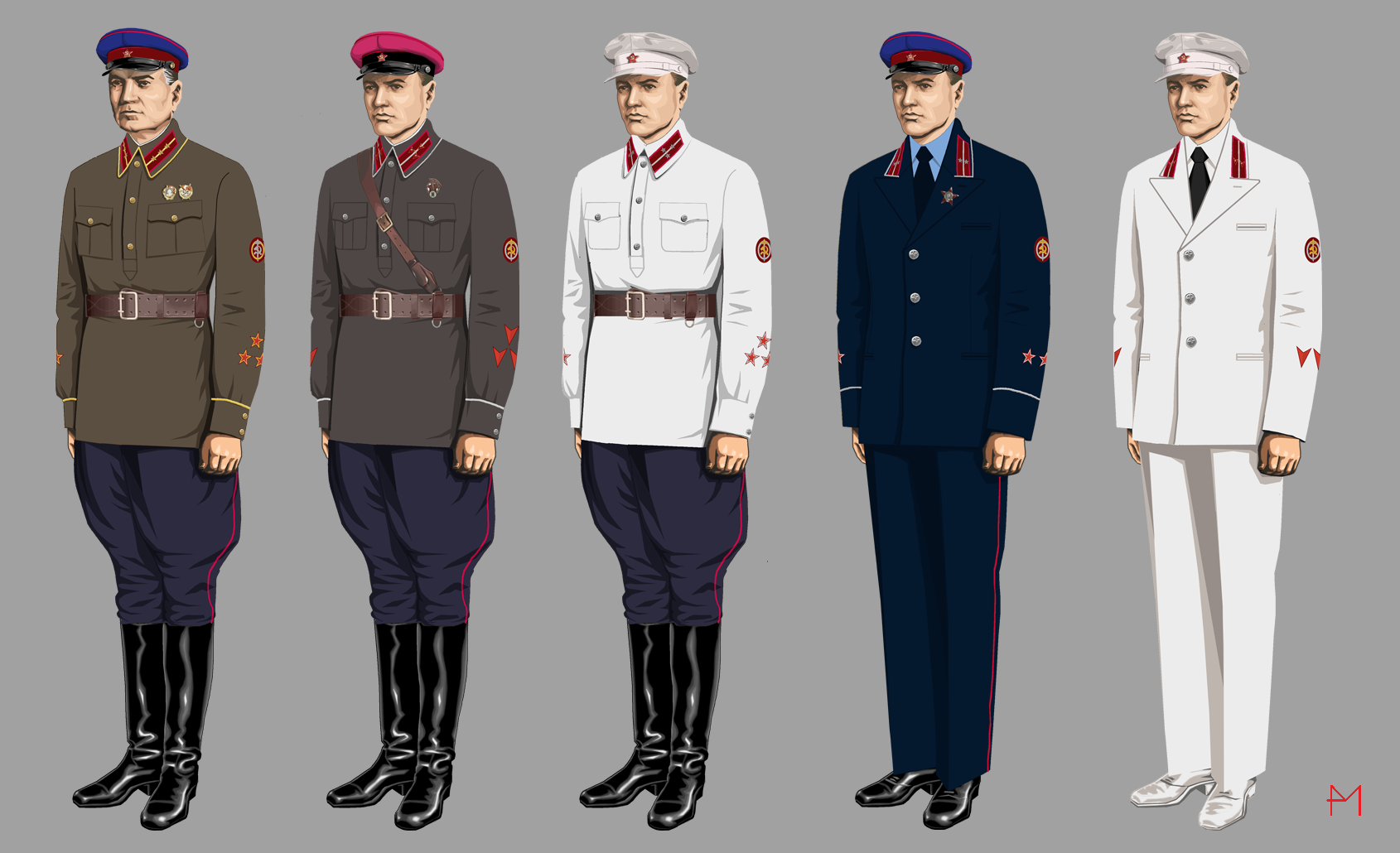
Mundury letnie funkcjonariuszy NKWD

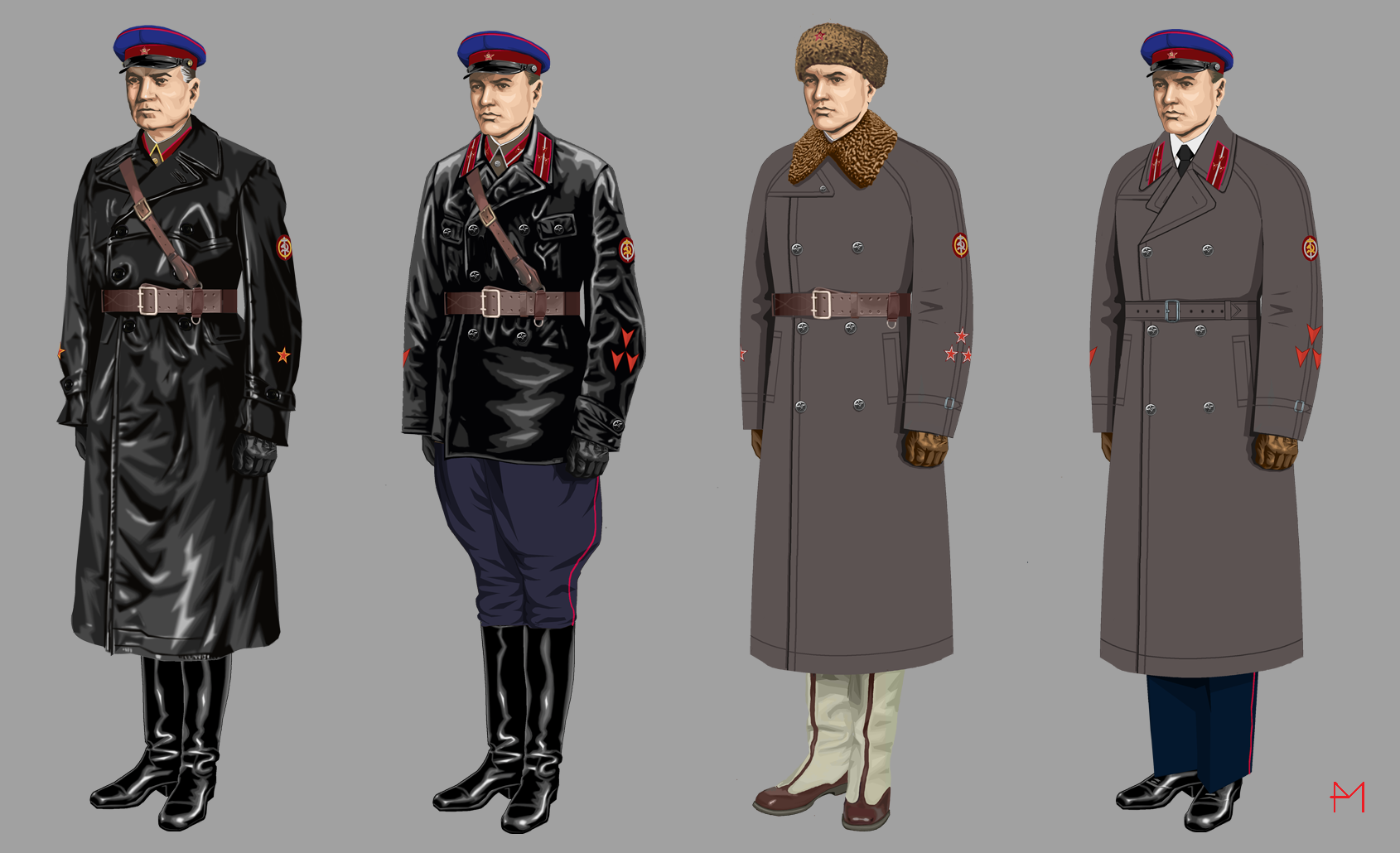
Mundury zimowe funkcjonariuszy NKWD

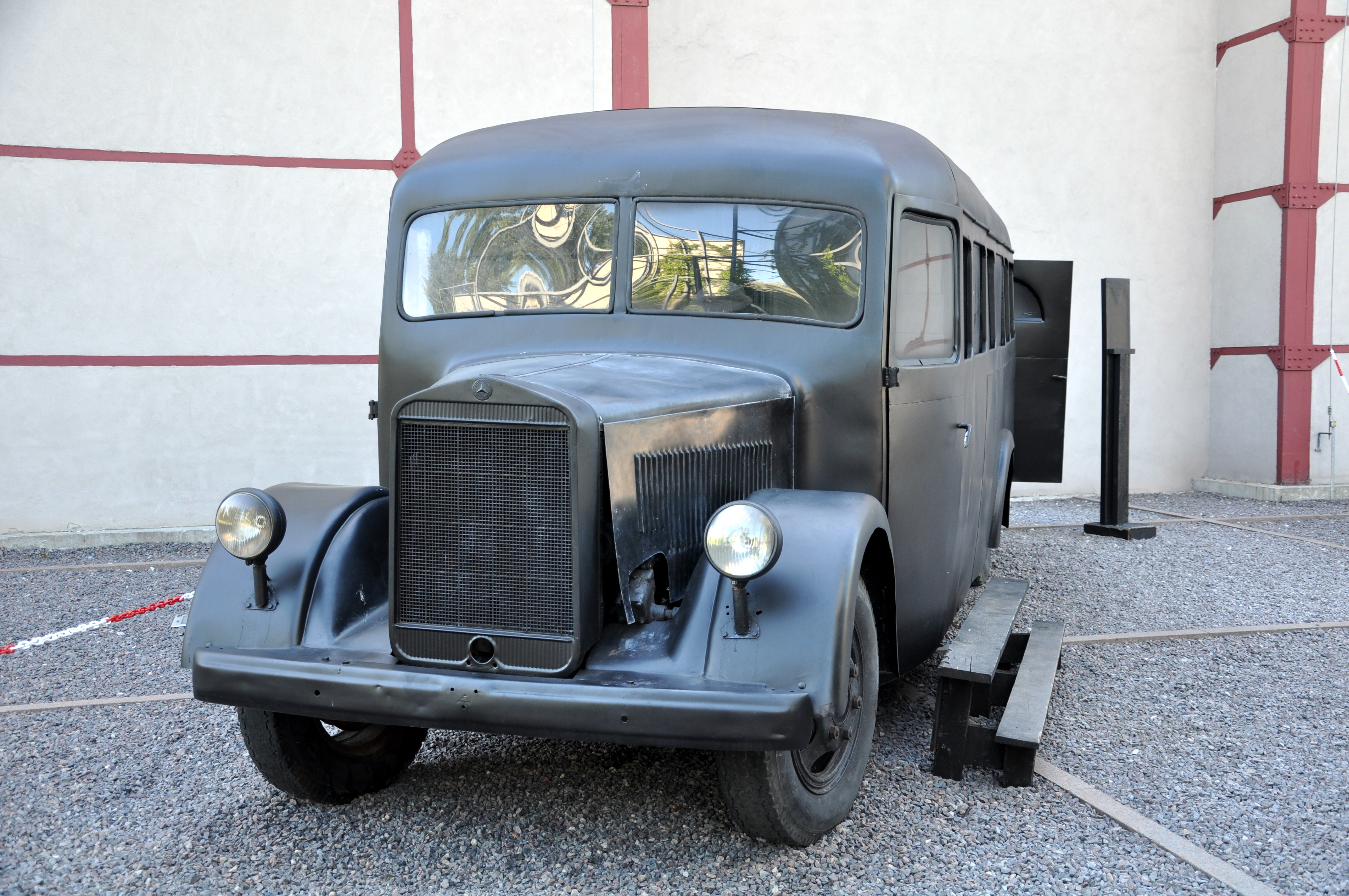
Czornyj woron, popularny samochód więzienny NKWD

W grudniu 1939 struktura centralnego aparatu bezpieczeństwa ZSRR, składała się z: kierownictwa, sekretariatów, zarządów i wydziałów.
Kierownictwo NKWD ZSRR
- Ludowy Komisarz Spraw Wewnętrznych (NKWD) – Ławrientij Beria
- I zastępca NKWD, szef Głównego Zarządu Bezpieczeństwa Państwowego (GUGB) – Wsiewołod Mierkułow

zastępcy NKWD
- ds. wojsk NKWD – Iwan Maslennikow
- ds. Milicji – Wasilij Czernyszow
- ds. Kadr – Siergiej Krugłow

sekretariaty i wchodzący w ich skład aparat
- Sekretariat NKWD – Stiepan Mamułow
- Sekretariat Kolegium Specjalnego przy NKWD Władimir Iwanow
- Specjalne Biuro Techniczne – Walentin Krawczenko
- Biuro Specjalne – Piotr Szarija
- Grupa Kontrolno Inspektorska przy NKWD – Nikołaj Pawłow
- Pełnomocnik Specjalny NKWD – Aleksiej Stiefanow
- Sekretariat pierwszego zastępcy ds. GUGP – Wsiewołod Mierkułow
- Grupa Kontrolno-Inspektorska przy zastępcy NKWD – Wsiewołod Mierkułow
- Sekretariat zastępcy NKWD – Wasilij Czernyszow
- Sekcja ds. Zorganizowanej Rekrutacji Siły Roboczej – Wsiewołod Mierkułow
- Stała Komisja Techniczna –?
- Sekcja Prac Remontowych – Piotr Wainsztejn
- Sekcja Zaopatrzenia – M. Mitjuszyn
- Wydział przewozów kolejowych i wodnych NKWD ZSRR –?

Zarządy i wydziały
- Główny Zarząd Bezpieczeństwa Państwowego (GUGB) – Wsiewołod Mierkułow
- Wydział 1 Specjalny (ewidencyjno-statystyczny) – Leonid Basztakow
- Wydział 2 Specjalny (techniki operacyjnej) – Jewgienij Łapiszyn
- Wydział 3 Specjalny (przeszukania, aresztowania, obserwacje) – Dmitrij Szadrin
- Wydział 4 Specjalny (laboratorium) – Michaił Filimonow
- Wydział 5 Specjalny (Ochrona skarbca państwowego) – Władimir Władimirow
- Wydział Mobilizacyjny – Iwan Szeriediega
- Wydział Kadr – Siergiej Krugłow
- Zarząd Główny Gospodarczy – Bogdan Kobułow
- Zarząd Główny Transportu – Sołomon Milsztejn
- Zarząd Główny Więziennictwa – Aleksandr Gałkin
- Zarząd Główny Administracyjno-Gospodarczy – Juwieljan Sumbatow-Topuridze
- Zarząd Główny Archiwów – Iosif Nikitinski
- Zarząd Główny Ochrony Przeciwpożarowej – Nikołaj Istomin
- Zarząd Główny Milicji Robotniczo-Chłopskiej – Pawieł Zujew
- Zarząd Główny Poprawczych obozów Pracy i Kolonii – Wasilij Czernyszow
- Zarząd Główny Budowy Dróg – Wsiewołod Fiedotow
- Zarząd Komendanta Moskiewskiego Kremla – Nikołaj Spiridonow
- Zarząd Główny Wojsk Pogranicznych NKWD – Grigorij Sokołow
- Zarząd Główny Wojsk NKWD ds. Ochrony obiektów kolejowych – Aleksandr Guljew
- Zarząd Główny Wojsk Konwojowych NKWD – Władimir Szarapow
- Zarząd Główny Wojsk NKWD ds. Ochrony przedsiębiorstw przemysłowych – Jemieljan Kozik
- Zarząd Główny Wojsk Operacyjnych NKWD – P. Ariemiew
- Zarząd Główny Zaopatrzenia Wojskowego – Aleksandr Wurgaft
- Zarząd Główny Budownictwa Wojskowego – Iwan Luby
- Zarząd ds. Jeńców – Piotr Soprunienko
- Zarząd Budownictwa Kolejowego na Dalekim Wschodzie – Iwan Nikiszow
- Centralny Wydział Finansowy – Łazar Bierienzon
- Centralny Wydział Akt Stanu Cywilnego – Fiodor Sołodow

W 1940 r. w strukturze Ludowego Komisariatu Spraw Wewnętrznych ZSRR nastąpiły pewne zmiany, m.in.:
4 stycznia utworzono Zarząd Główny Obozów Budownictwa Kolejowego, szefem został Naftali Frenkel
28 sierpnia powstał Zarząd Budownictwa Specjalnego dla fabryk kujbyszewskich (zakłady lotnicze) szefem został Aleksandr Lepiłow
13 września na bazie Wydziału Hydrotechnicznego Zarządu Głównego Poprawczych Obozów Pracy i Kolonii powołano do życia Zarząd Obozów Budownictwa Hydrotechnicznego NKWD ZSRR
W strukturze NKWD ZSRR znajdowały się centralna Rada Towarzystwa Sportowego DYNAMO i centralny klub pracowników NKWD ZSRR.
W styczniu 1942 w centralnym aparacie bezpieczeństwa ZSRR w Moskwie zatrudnione były 32 642 osoby.

## Organizacja NKWD i obsada kierowniczych stanowisk na styczeń 1943
W latach 40. Ludowy Komisariat S.W. przechodził duże reorganizacje strukturalne, rosły jego komórki i szeregi.
Organizacja NKWD i obsada kierowniczych stanowisk na styczeń 1943

### Kierownictwo NKWD ZSRR
- Ludowy Komisarz Spraw Wewnętrznych: Generalny Komisarz B.P – Ławrientij Beria
  - I – zastępca ludowego komisarza spraw wewnętrznych, – Komisarz B.P 3 rangi Wsiewołod Mierkułow

### zastępcy Ludowego Komisarza Spraw Wewnętrznych
1. Komisarz B.P 3 rangi: Wasilij Czernyszow
2. ds. wojsk NKWD: generał Iwan Maslennikow
3. Komisarz B.P 3 rangi: Siergiej Krugłow
4. Komisarz B.P 3 rangi: Bogdan Kobułow

### Sekretariat i piony Sądownicze
- Sekretariat NKWD ZSRR (zastąpił jednoosobowe stanowisko sekretarza NKWD) nacz. st.mjr B.P Stiepan Mamułow przy Sekretariacie NKWD ustatuowana była „Grupa Specjalnego Przeznaczenia”, podlegała bezpośrednio szefowi NKWD
- Sekretarz Komitetu Specjalnego NKWD: [ОСО/OSO] mjr. B.P Władimir Iwanow
- Grupa Kontrolno-Inspekcyjna: szef Nikołaj Pawłow

### Piony Operacyjne NKWD
- 1 Zarząd [ИНУ/INU] (wywiad zagraniczny) nacz. st.mjr B.P Paweł Fitin
- 2 Zarząd [КРУ/KRU] (kontrwywiad) nacz. Komisarz B.P 3 rangi Piotr Fiodotow
- 3 Zarząd (Tajno-Polityczny) [СПУ/SPU] nacz. st.mjr B.P Afanasij Blinow
- 4 Zarząd (wywiad nielegalny i dywersja na tyłach przeciwnika) nacz. Komisarz B.P 3 rangi Paweł Sudopłatow
- 5 Zarząd (szyfrowanie/kryptologia) nacz. mjr. B.P Iwan Szewielow
- Zarząd Transportu (kontrwywiad w sektorze transportu i nie tylko) nacz. Komisarz B.P 3 rangi Sołomon Milsztejn
- Zarząd Ekonomiczny (kontrwywiad gospodarczy) nacz. st.mjr B.P. Pawieł Mieszyk
- Zarząd Komendanta Moskiewskiego Kremla nacz. gen.mjr. Nikołaj Spiridonow
- Zarząd Oddziałów Specjalnych (kontrwywiad wojskowy) nacz. Komisarz B.P 3 rangi Wiktor Abakumow
- Oddział do Walki z Bandytyzmem [ОББ/OBB] nacz. M.A Zawgorodnij
- Oddział Śledczy dla Szczególnie Ważnych Spraw nacz. mjr. B.P Lew Włodzimirski
- Oddział Łączności Rządowej „Wcz” nacz. M. Andriejew
- 1 Oddział (ochrona władz partii i państwa) p.o.nacz. Komisarz B.P 1 rangi Wsiewołod Mierkułow
- 1 Oddział Specjalny (ewidencja operacyjna) nacz. Arkadij Giercowski
- 2 Oddział Specjalny (technika operacyjna i podsłuchy) nacz. st.mjr B.P Jewgienij Łapiszyn
- 3 Oddział Specjalny (przeszukania, aresztowania obserwacje) nacz. Komisarz B.P 2 rangi Nikołaj Zazykin
- 4 Oddział Specjalny (Specjalne Biuro Techniczne) [ОТБ] szef Walentin Krawczenko
- 5 Oddział Specjalny (ochrona skarbca państwowego – sk.ros.ГОХРАН) szef Władimir Władimirow

### Piony Administracji Obozowej
- ГУЛАГ/GUŁAG: Główny Zarząd Obozów Poprawczych i Pracy nacz. st.mjr B.P Wiktor Nasiedkin
- ГУШОСДОР/GUSZOSDOR: Główny Zarząd Budowy Szos (lub.Dróg Bitnych) nacz. K.A Pawłow
- ГУЛПС/GUŁPC: (Главпромстрой/Gławpromstroj) Główny Zarząd Obozów Budowy Obiektów Przemysłowych nacz. G. Orłow
- ГУПСКЗ/GUPSKZ: (Osobstroj) Główny Zarząd Obozów do Budowy Kujbyszewskich Zakładów Lotniczych nacz. A.P Lewinow
- ГУЛПЖДС/GUŁŻDS: Główny Zarząd Obozów Budowy Kolei nacz. Naftali Frenkel
- ГУАС/GUAS: Główny Zarząd Budowy Lotnisk nacz. generał Leon Safrazjan
- ГУЛГМП/GUŁGMP: Główny Zarząd Obozów Przedsiębiorstw Górniczo-Metulurgicznych nacz. Piotr Zacharow
- ГУСДС/GUSDS: (Дальстрой/Dalstroj): Główny Zarząd Budów na Dalekiej Północy nacz. Komisarz B.P 3 rangi Iwan Nikiszow
- Główny Zarząd Obozów Przemyslu Leśnego nacz. mjr B.P M. Timofiejew
- УМТС/UMTS: Zarząd Materiałowo-Technicznego Zaopatrzenia Obozów i Budów NKWD nacz. W.A. Poddubko

### Wojska NKWD
- ГУПВ/GUPW: Główny Zarząd Wojsk Ochrony Pogranicza nacz. generał Nikołaj Stachanow
- ГУВВ/GUWW: Główny Zarząd Wojsk Wewnętrznych NKWD nacz. generał Iwan Szeriediega
- ГУМПВО/GUMPWO: Główny Zarząd Krajowej Obrony Przeciwlotniczej nacz. generał Wasilij Osokin
- Główny Zarząd Wojsk ds. Ochrony (Szczególnie Ważnych) Inwestycji Przemysłowych: nacz. generał Aleksandr Sirotkin
- УКВ/UKW: Zarząd Wojsk Konwojowych nacz. generał Michaił Kriwienko
- Zarząd Wojsk NKWD do Ochrony Linii Kolejowych nacz. generał A.P Kurłykin
- УВС/UWS: Zarząd Zaopatrzenia Wojskowego nacz. Aleksandr Wurgaft
- ОВ-УЗ/OW-UZ: Oddział Szkół Wojskowo-Naukowych Wojsk NKWD nacz. A. Worobjejkow
- Finansowy Oddział Wojsk NKWD – nacz. A.W. Filimonow
- Sztab Batalionów Pościgowo-Niszczycielskich NKWD nacz. G.A. Pietrow

### Piony Gospodarczo-Administracyjne i Pomocnicze
- ГУМ/GUM: Główny Zarząd Milicji nacz. Inspektor Milicji/Komisarz Milicji 1 rangi Aleksandr Gałkin
- ГУПО/GUPO: Główny Zarząd Straży Pożarnej nacz. P. Bogdanow
- ХозУ/HchozU: Zarząd Gospodarczy nacz. Komisarz B.P 3 Rangi Juwieljan Dawidowicz Sumbatow-Topuridze
- УПВИ/UPWI: Zarząd do Spraw Jeńców Wojennych i Internowanych nacz. mjr. B.P Piotr Soprunienko
- ТУ/TU: Zarząd Więziennictwa nacz. M. Nikołski
- УГА /UGA: Zarząd Centralnego Archiwum nacz. Iosif Nikitinski
- ЦФО-НКВД СССР/CFO-NKWD ZSRR: Centralny Oddział Finansowy NKWD ZSRR nacz. Dyw.inten. Łazar Bierienzon
- Oddział Kadr NKWD nacz. B. Obrycznikow
- Oddział Przewozów Kolejowych i Wodnych NKWD nacz. kpt. B.P Stefan Zikiejew
- Oddział Planowania NKWD nacz. B. Wainsztejn
- Dział Transportu Samochodowego NKWD nacz. A.P. Supunow

## Stopnie NKWD w latach 1935–1940
| Główny Zarząd Bezpieczeństwa Państwowego      | Główny Zarząd Ochrony Pogranicznej i Wewnętrznej | Milicja Robotniczo-Chłopska |
| --------------------------------------------- | ------------------------------------------------ | --------------------------- |
| Komisarz Generalny Bezpieczeństwa Państwowego | BRAK DANYCH                                      | BRAK DANYCH                 |
| Komisarz Bezpieczeństwa Państwowego 1 rangi   | Komandarm 1 rangi                                | Główny Dyrektor Milicji     |
| Komisarz Bezpieczeństwa Państwowego 2 rangi   | Komandarm 2 rangi                                | Dyrektor Milicji            |
| Komisarz Bezpieczeństwa Państwowego 3 rangi   | Komkor                                           | Inspektor Milicji           |
| Starszy major Bezpieczeństwa Państwowego      | Komdyw                                           | Starszy major Milicji       |
| Major Bezpieczeństwa Państwowego              | Kombryg                                          | Major Milicji               |
| Kapitan Bezpieczeństwa Państwowego            | Pułkownik                                        | Kapitan Milicji             |
| –                                             | Podpułkownik                                     | –                           |
| Starszy porucznik bezpieczeństwa państwowego  | Major                                            | Starszy porucznik milicji   |
| Porucznik bezpieczeństwa państwowego          | Kapitan                                          | Porucznik milicji           |
| Młodszy porucznik bezpieczeństwa państwowego  | Starszy porucznik                                | Młodszy porucznik milicji   |
| Sierżant Bezpieczeństwa Państwowego           | Porucznik                                        | Sierżant Milicji            |
| –                                             | Mł. porucznik                                    | –                           |

- Stopień podpułkownika w Głównym Zarządzie Ochrony Pogranicznej i Wewnętrznej (GUPWO) wprowadzono 1 września 1939.
- Stopień mł. porucznika w Głównym Zarządzie Ochrony Pogranicznej i Wewnętrznej (GUPWO) wprowadzono 20 sierpnia 1937.
- Od 9 lutego 1943 stopień st. majora bezpieczeństwa państwowego, zamieniono na stopień Komisarza bezpieczeństwa państwowego. Wtedy też pojawiły się stopnie pułkownik i podpułkownik bezpieczeństwa państwowego.
- Od 11 lutego 1943 wszystkim kapitanom bezpieczeństwa państwowego nadano stopnie podpułkownik bezpieczeństwa państwowego, starszym porucznikom bezpieczeństwa państwowego stopnie majora bezpieczeństwa państwowego itd.
- Uchwałą Prezydium Rady Najwyższej ZSRR z 6 lipca 1945, zniesiono specjalne stopnie dla kierowniczych osób z NKWD NKGB i wprowadzono ogólnowojskowe stopnie oficerskie i generalskie.
- Dla generałów wojsk i organów NKWD NKGB wprowadzono formę odzieży ustanowioną dla generałów Armii Czerwonej.
- Oficerowie NKWD mieli znacznie wyższe uposażenie niż oficerowie RKKA (Robotniczo-Chłopska Armia Czerwona) o równorzędnych stopniach. Oprócz tego mieli podwójną wysługę lat (jeden rok służby oficera NKWD równał się dwóm latom służby oficera RKKA).

## Zmiana nazwy i podział na ministerstwa
W 1946 r., na rozkaz Józefa Stalina, ponownie przeprowadzono transformację organów wywiadu, kontrwywiadu i bezpieczeństwa. Dotychczasowe Ludowe Komisariaty przeformowano w ministerstwa. Ludowy Komisariat Spraw Wewnętrznych (NKWD), został przeformowany na Ministerstwo Spraw Wewnętrznych ZSRR (MWD), na czele którego stanął Siergiej Krugłow. Do kompetencji ministerstwa SW należały, m.in. – porządek publiczny, czyli milicja, Straż pożarna, więziennictwo, obozy pracy przymusowej, czyli GUŁag, wojska ochrony pogranicza i wojska wewnętrzne MSW, oraz nadzorowanie terenowych instytucji rządowych w republikach, krajach i obwodach całego Związku Radzieckiego. Ministrami spraw wewnętrznych byli kolejno, Siergiej Krugłow, Ławrientij Beria, ponownie Siergiej Krugłow i ostatnim ministrem SW był Nikołaj Dudorow.

## Zabójcy z radzieckich tajnych służb (mokryje dieła)
Od samego początku istnienia radzieckich służb specjalnych, w ich strukturach organizowano specjalne grupy, wydziały lub departamenty zajmujące się tzw. mokrą robotą. W latach 20. oraz 30., działała tzw. grupa Jaszy, pod dowództwem Jakowa Sieriebrianskiego przy Oddziale Administracyjnym Zjednoczonego Państwowego Zarządu Politycznego OGPU. Jedną z akcji grupy Jaszy było porwanie z ulicy Paryża i zamordowanie generała Aleksandra Kutiepowa, przywódcy emigracyjnego Rosyjskiego Związku Ogólnowojskowego ROWS. Kiedy w ZSRR nadchodził czas czystek, Józef Stalin, przewidując, że wielu oficerów wywiadu – rezydentów, agentów itp. nie zechce powrócić do kraju, w grudniu 1936 polecił nowo mianowanemu szefowi NKWD Nikołajowi Jeżowowi utworzyć oddział w rodzaju grupy Jaszy. Tak powstał Zarząd Zadań Specjalnych NKWD, który zorganizował lotne grupy, których zadaniem było mordowanie ludzi odmawiających powrotu do kraju. Jedną z ofiar Zarządu Zadań Specjalnych został Ignace Reiss (Ignac Perecki – ps. „Rajmond”), agent NKWD działający w Paryżu. Ciało Reissa przeszyte kulami znaleziono na poboczu autostrady prowadzącej do Lozanny.
Ofiarą NKWD padł także Jewhen Konowalec, przywódca Organizacji Ukraińskich Nacjonalistów. Zamachu dokonał w Rotterdamie 23 maja 1938 Paweł Sudopłatow, później wysokiej rangi funkcjonariusz NKWD oraz szef Zarządu Zadań Specjalnych. W 1941 istniała Sekcja specjalna NKWD, zajmująca się tzw. mokrą robotą, w latach 1941–1942 II Wydział NKWD, Specjalny (Techniki Operacyjnej), następnie od 1942 do 1946 IV Zarząd kolejno – Ludowego Komisariatu Spraw Wewnętrznych NKWD, Bezpieczeństwa Państwowego NKGB i Ministerstwa Bezpieczeństwa Państwowego MGB. Po II wojnie światowej zadania specjalne przejął Wydział DR, a następnie Biuro specjalne nr 1 MGB. Po wchłonięciu MGB przez Ministerstwo Spraw Wewnętrznych (MVD) w 1953, zadaniami specjalnymi zajmował się IX Wydział MVD.

## Obywatele polscy w NKWD
Z powodu braku dostępności do archiwów NKWD działalność obywateli polskich w NKWD znana jest tylko wycinkowo i można podzielić ją na dwa podstawowe typy: współpraca agenturalna i służba jako funkcjonariusze w strukturach NKWD.

### Okres II wojny światowej
Po zagarnięciu przez Armię Czerwoną w 1939 r. terenów II Rzeczypospolitej służbę w strukturach NKWD podjęła liczna grupa obywateli polskich, głównie narodowości żydowskiej, często zmieniających po wojnie nazwiska na polskie. Działali jako funkcjonariusze NKWD m.in.: Juliusz Burgin, Tadeusz Paszta, Józef Różański (Goldberg), jego żona Bela Frenkiel-Goldberg (od 1945 – Izabela Różańska), Bolesław Krzywiński (Bernard Borys Schildhaus), Michał Kołacz.
Około 200 mieszkańców terenów II Rzeczypospolitej zagarniętych przez Armię Czerwoną w 1939 znalazło się we wrześniu 1940 w tzw. Aleksandrowskiej Szkole NKWD pod Smoleńskiem, gdzie funkcjonował szkolny batalion NKWD. Przeszkolenie obejmowało zajęcia wojskowe, wywiadowcze i polityczne. Następnie w marcu 1941 część powróciła do miejsc zamieszkania z zadaniem pracy na rzecz NKWD, a część trafiła do szkoły kształcącej kadry NKWD w mieście Gorki. Absolwentami obu szkół NKWD byli późniejsi wysocy funkcjonariusze MBP: Józef Czaplicki, Stanisław Kończewicz, Mieczysław Moczar, Władysław Sobczyński, Konrad Świetlik.

## Budynki NKWD
Czeka, GPU oraz NKWD przejęły po rewolucji liczne budynki lub wybudowały nowe na obszarze całego Związku Radzieckiego.
- Moskwa:

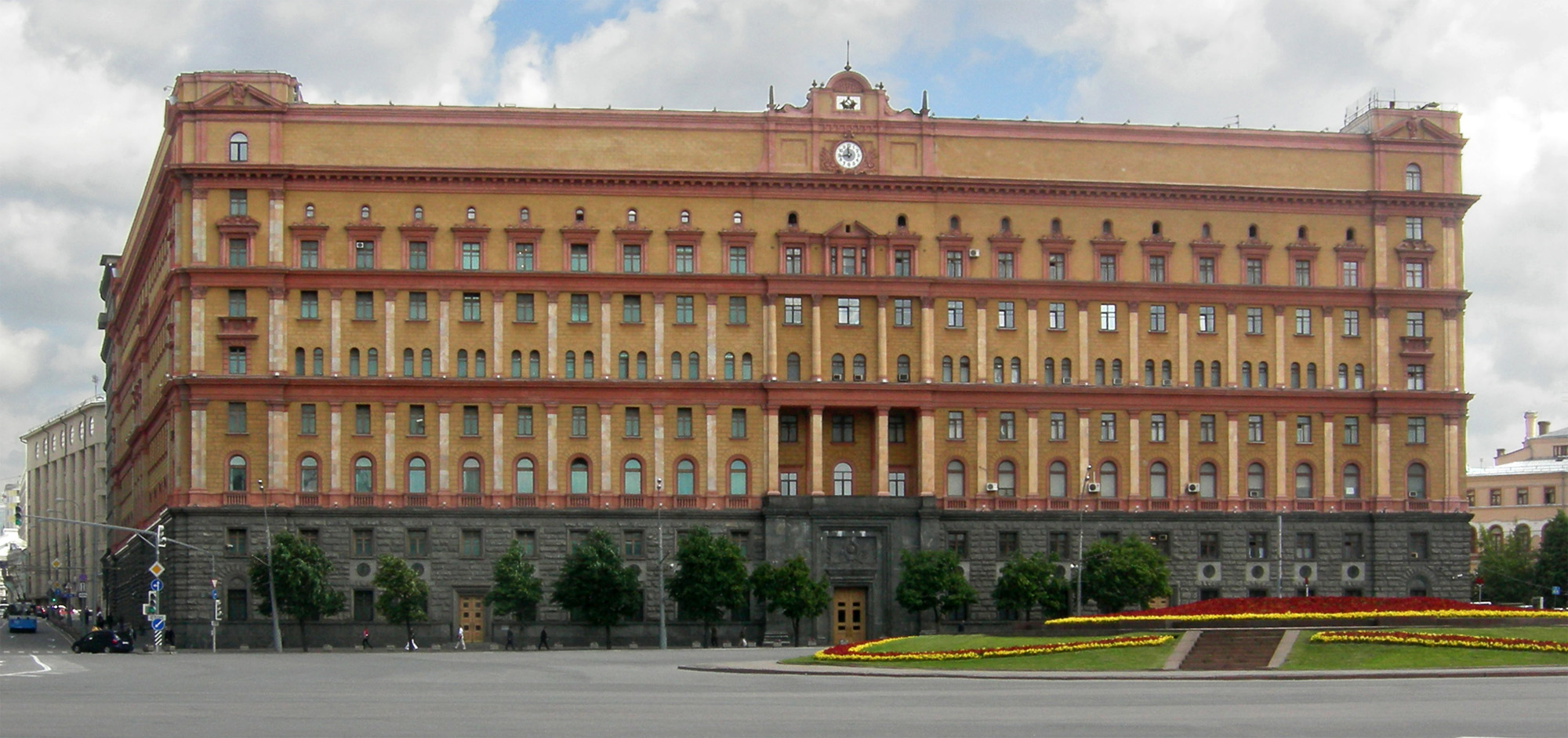
Łubianka – dawna siedziba NKWD i KGB, teraz FSB

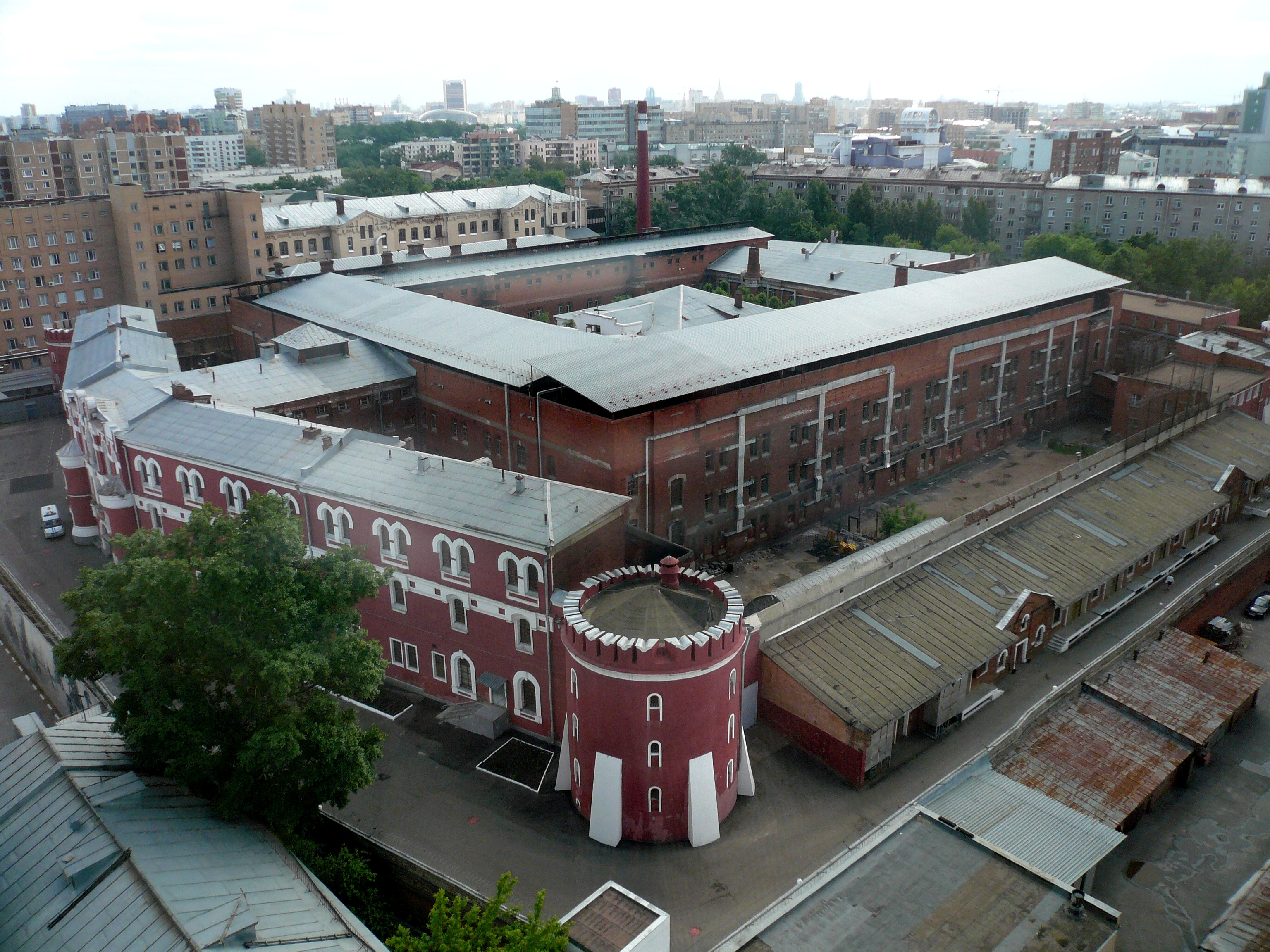
Więzienie Butyrki

  - Łubianka – dawne towarzystwo ubezpieczeniowe „Rossija”
  - Więzienia:
    - Butyrki
    - Lefortowo
- Sankt Petersburg:
  - tzw. Wielki Dom przy prospekcie Litiejnym[4]
  - Więzienia:
    - Kresty[5][6]
- Smoleńsk:
  - ul. Dzierżyńskiego 13, obecnie delegatura MSW, fotografowanie zakazane
- Twer:
  - ul. Sowiecka, obecnie Akademia Medyczna
- Władywostok:
  - ul. Suchanowa 8 – do rewolucji Szkoła Handlowa, następnie Uniwersytet, od 1939 regionalna administracja NKWD, od 1956 rektorat Uniwersytetu Dalekowschodniego
- Kijów:
  - Obecny budynek rządu[7]
  - Pałac Październikowy, przed rewolucją Instytut Dobrze Urodzonych Panien, obecnie „Międzynarodowe Centrum Kultury i Sztuki Związków Zawodowych Ukrainy”
- Charków:
  - ul. Dzierżyńskiego 3[8]
- Mińsk białoruski:
  - Budynek powstał po wojnie, jako jeden z pierwszych w zrujnowanym mieście[9]
- Baku:
  - Obecnie siedziba straży granicznej[10]

Niekiedy NKWD tworzył więzienia w zaadaptowanych klasztorach; takimi więzieniami były np. Suchanowka, Monastyr Sołowiecki, Berezwecz.